# Ostap Steckiw
Ostap Steckiw, ukr. Остап Стецьків (ur. 13 marca 1924 we Lwowie, zm. w kwietniu 2001 w Toronto) – kanadyjski piłkarz pochodzenia ukraińskiego, występujący na pozycji pomocnika, a wcześniej bramkarza, reprezentant Kanady.

## Kariera piłkarska

### Kariera klubowa
Jako 15 latek w 1939 rozpoczął karierę piłkarską w klubie Ukraina Lwów na pozycji bramkarza, dopiero w 1942 zmienił pozycję na pomocnika. Po zakończeniu II wojny światowej okazał się w taborze dla więźniów we Włoszech. W końcu 1946 już jako wolny człowiek został piłkarzem austriackiej drużyny Ukraina Salzburg oraz niemieckiej Ukraina Ulm, którą osobiście organizował. Jego grą zainteresowali się skauci Phönix Karlsruhe i Steckiw zgodził się na propozycję przejścia. W 1948 debiutował w składzie belgijskiego R.O. Charleroi, skąd przeniósł się do Francji, gdzie bronił barw klubów OGC Nice, US Valenciennes i Olympique Lyon. Jesienią 1952 wyjechał do Kanady, chociaż kierownictwo Olympique Lyon zaproponowało kontrakt na 500 tys. franków (w tamte czasy bardzo dużą kwotę). W Kanadzie rozpoczął występy w klubie ukraińskiej diaspory Toronto Ukrainians, występującym w Eastern Canada Professional Soccer League. Tak jak sezon w Kanadzie rozgrywany był systemem wiosna-jesień, a w USA jesień-wiosna, to w międzyczasie również występował w amerykańskich klubach Rochester Ukrainians i Philadelphia Ukrainians oraz kanadyjskich Montreal Ukrainians i Toronto Tridents. W 1960 zakończył karierę piłkarską w Toronto Ukrainians.

### Kariera reprezentacyjna
W 1957 bronił barw narodowej reprezentacji Kanady w meczu z USA (3:2).

## Kariera piłkarska
Po zakończeniu kariery piłkarskiej trenował klub Toronto Inter-Roma.

## Sukcesy i odznaczenia

### Sukcesy klubowe
- mistrz Canadian National Soccer League: 1953, 1954, 1955
- zdobywca Carling Cup: 1957
- finalista National Amateur Cup: 1957

### Odznaczenia
- nagrodzony Złotym Krzyżem UPA.